# Dábmukjávrre naturreservat
Dábmukjávrre naturreservat är ett naturreservat i Jokkmokks kommun i Norrbottens län.
Området är naturskyddat sedan 2024 och är 35 hektar stort. Reservatet ligger öster om Jokkmokk och består av tallskog.